# Осип

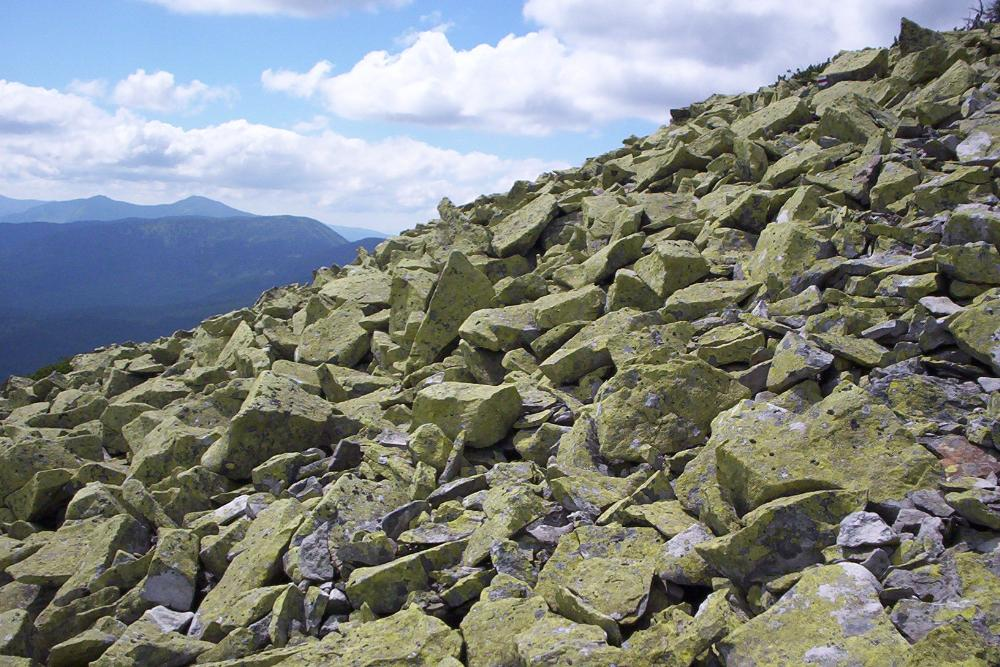
Кам'яні осипища — «ґо́рґани» (Українські Карпати, гора Попадя)

О́сип (оси́пище) (рос. осыпь, англ. mountain waste, talus, scree; нім. Schutthalde f, Gehängeschutt m, Gebirgsschutt m, Anschüttung f, Schutthang m) — нагромадження уламків гірських порід біля підніжжя та на схилах гір, урвищ; продукти осипання гірських порід біля підніжжя відкосу.

## Опис
Осип — різновид обвалу, що є процесом пересування незв'язної маси дрібних уламків гірської породи вниз по схилу. Великі осипи є характерними для ухилів, які складені глинистими сланцями, мергелями, тонкорозшарованими пісковиками та іншими слабкосцементованими осадовими і уламковими породами, що легко піддаються вивітрюванню. Осипи часто утворюються у вигляді шлейфу або конуса поблизу полотна дороги (з нагірного боку). Передвісниками обвалу є розширення існуючих і поява нових тріщин, що супроводжується глухим шумом, тріском, іншими звуковими ефектами.
Похил має кут природного укосу 30—45° (залежно від розміру уламків). Осипи характерні для всіх видів гірських порід і зачіпають, як правило, приповерхневу частину крутих відкосів, формуються протягом кількох років. Осип сприяє виположенню (зменшенню нахилу) борта кар'єру за рахунок зменшення берм уступів. Іноді осипи є джерелом утворення більших порушень (запливин, зсувів).
У горах України осипи (осипища) традиційно називаються ґреготами. Особливо характерні для масивів Ґорґан, що в Українських Карпатах.

## Галерея

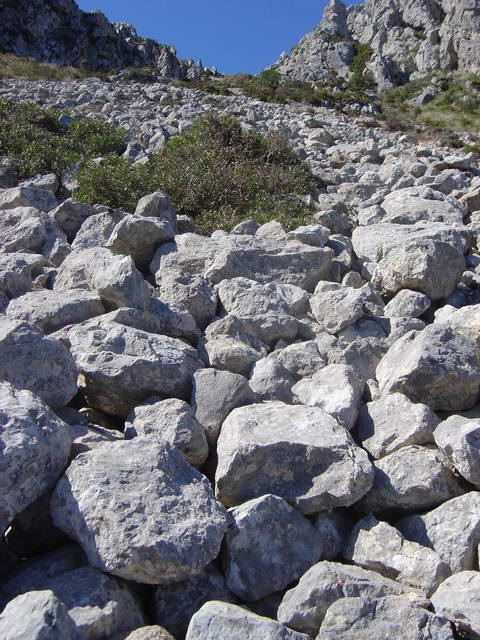
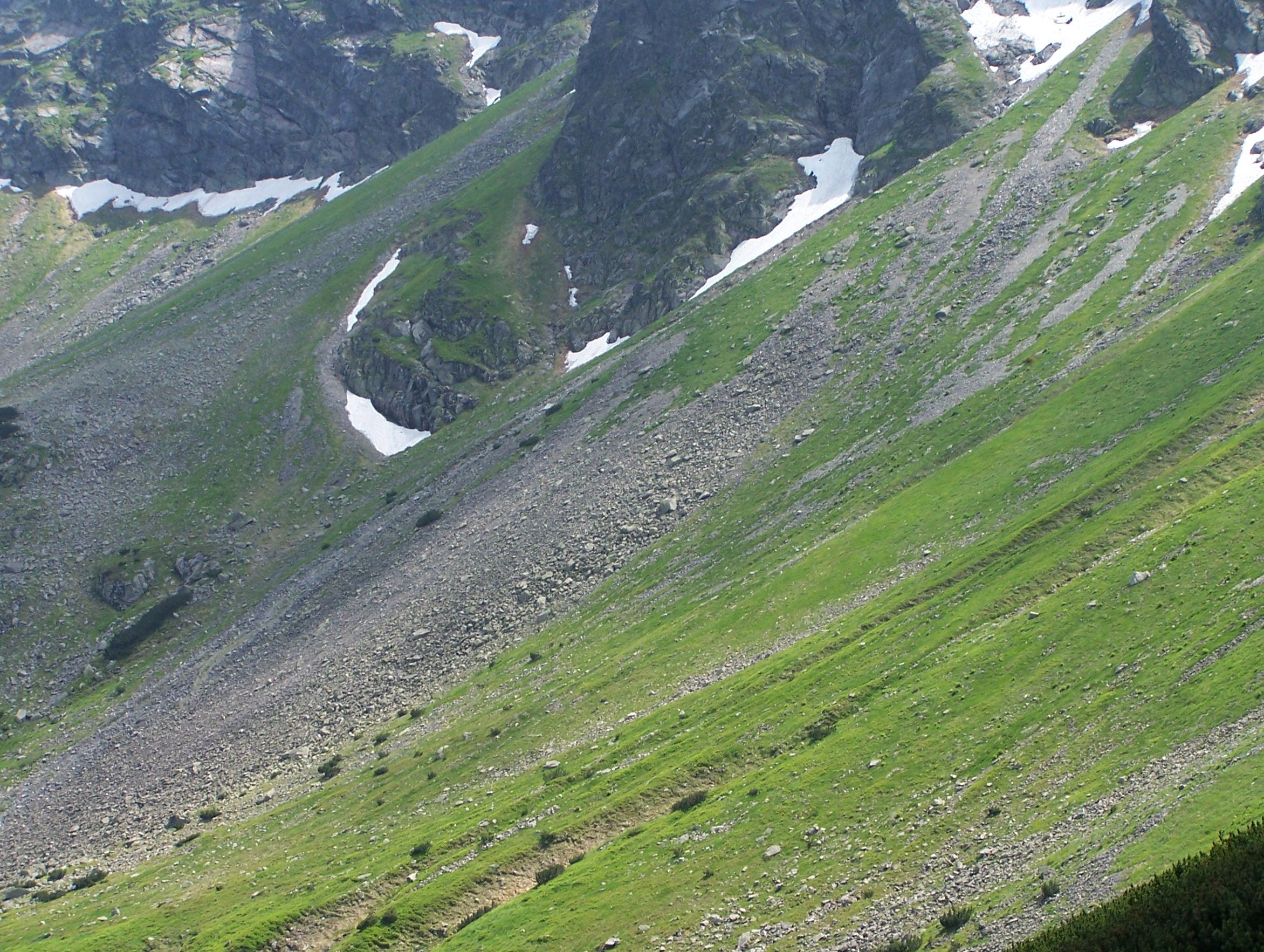
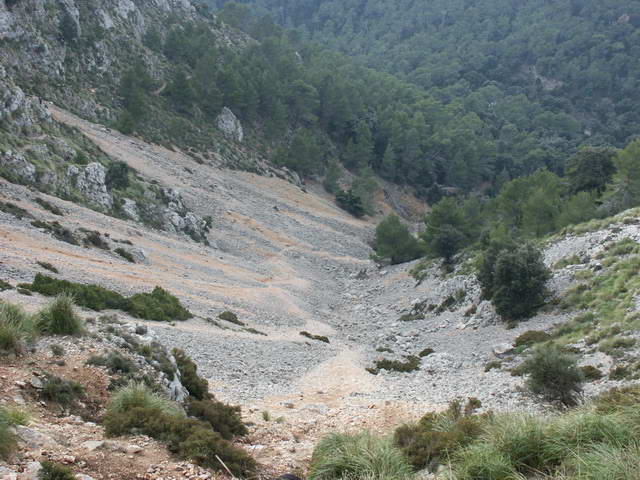
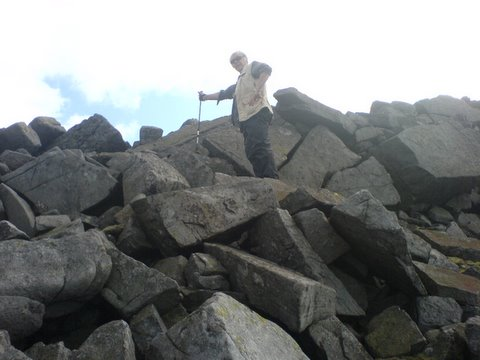
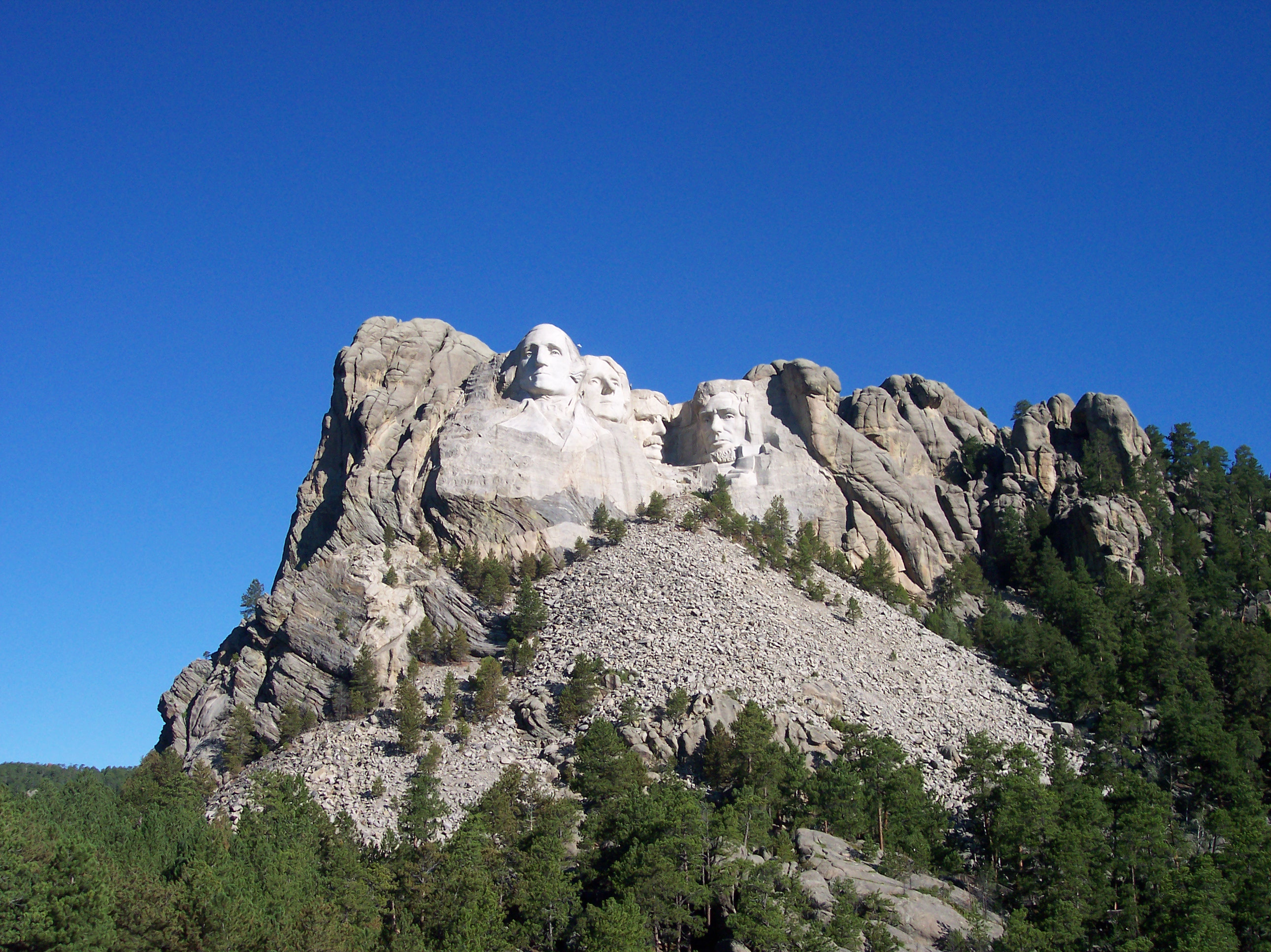
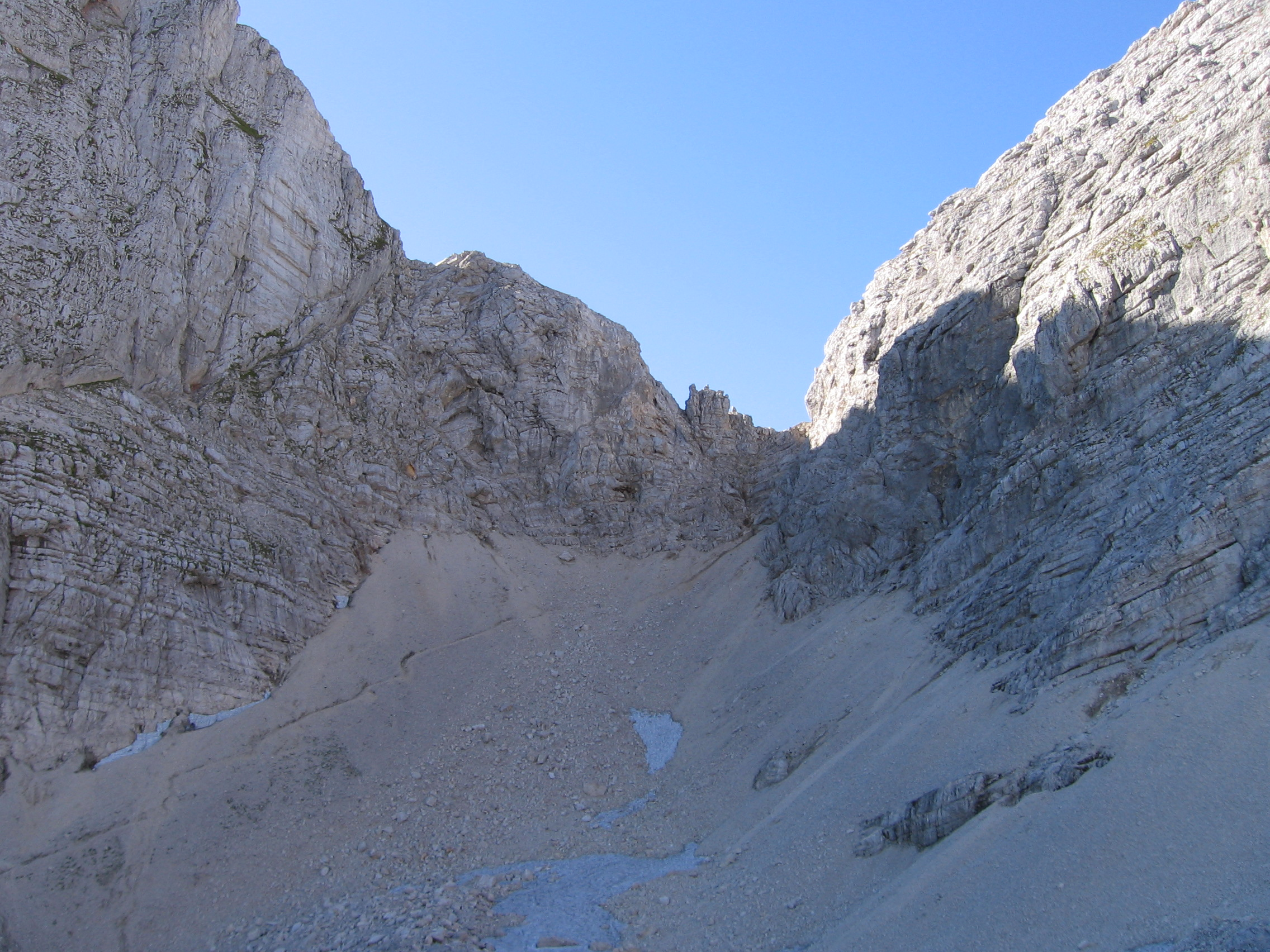
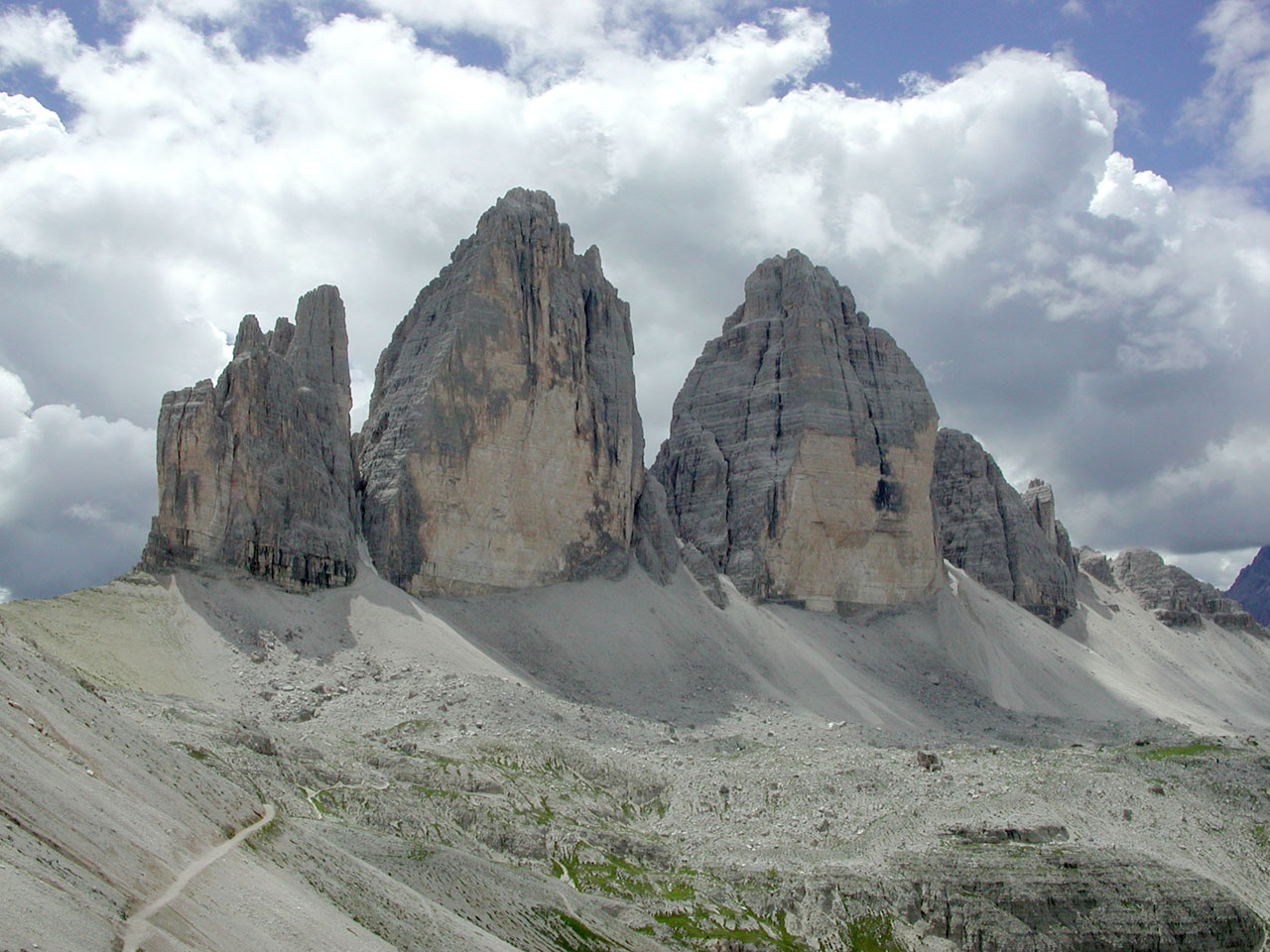